# Győző Veres
Győző Veres (Berekböszörmény, 13 de junho de 1936 – Melbourne, 1º de fevereiro de 2011) foi um halterofilista húngaro.
Conquistou uma medalha de bronze em halterofilismo nos Jogos Olímpicos de Verão de 1960, na categoria até 75 kg, e quatro anos depois, outra medalha, nos Jogos de Tóquio, na categoria até 82,5 kg.
Estabeleceu 16 recordes mundiais ao longo de sua carreira — seis no desenvolvimento (ou prensa militar, movimento-padrão abolido em 1973), cinco no arremesso e cinco no total combinado, nas categorias até 75 e 82,5 kg.